# High Contrast
Lincoln Barrett (18 september 1979), beter bekend onder de artiestennaam High Contrast, is een Welsh elektronische muziekproducer, dj en producer. Hij produceert drum-'n-bass-muziek en zijn album Confidential uit 2009 behaalde de gouden BPI-certificering (100.000 verkochte exemplaren in het VK).

## Carrière

### Beginjaren
Barrett werd geboren in Penarth, in de buurt van Cardiff, en groeide op met meer interesse in films en filmsoundtracks dan in rock of popmuziek; hij noemt het soundtrackalbum A Clockwork Orange van Wendy Carlos en de soundtrack van Vangelis voor Blade Runner als belangrijke muzikale invloeden. Tijdens zijn studie filmmaken in Newport hoorde hij J Majik's Arabian Nights, waardoor de toen 17-jarige Barrett drum-'n-bassmuziek ging maken. Barrett werkte in de enige elektronische platenwinkel van Cardiff, Catapult. Korte tijd nadat hij muziek begon te maken, kreeg hij een DJ-residentie op Cardiff's drum and bass-avond, genaamd Silent Running. Tijdens zijn residentie bij Silent Running speelde Barrett samen met artiesten als Grooverider en London Elektricity.

### 2000-2009: Albums en eigen label
In juni 2002 werd Barrett's debuutalbum True Colors uitgebracht op Hospital Records, met "Return of Forever" en "Global Love" die hun weg vonden naar de UK Singles Chart. Zijn tweede album was High Society.
Op 6 april 2003 maakte High Contrast een mixtape voor de BBC Radio 1 Essential Mix show. Zijn mix bestond voornamelijk uit liquid funk van het label Hospital Records. Op 9 januari 2005 werd deze Essential Mix herhaald op Radio 1 toen een andere drum-'n-bassartiest, Andy C, zijn mix niet kon presenteren. In oktober 2005 lanceerde Barrett zijn eigen platenlabel, The Contrast. De eerste single, "Days Go By" / "What We Do" werd begin november 2005 uitgebracht.
In 2007 leverde hij zijn tweede werk af, door Pete Tong geselecteerd als 'Essential Mix of the Year'. Zijn derde album Tough Guys Don't Dance werd uitgebracht in oktober 2007. De tweede single van het album, "If We Ever", werd op Radio 1 ondersteund door Annie Mac, Zane Lowe en Jo Whiley, waardoor het nummer 1 in de DnB-hitlijst, nummer 1 in de dance-hitlijst en nummer 4 in de Indie lijst bereikte.
In 2008 remixte High Contrast de nummer 1-single "No Way to Say" voor het remixalbum van de Japanse popzanger Ayumi Hamasaki, Ayu-mi-x 6: Silver. Hij maakte ook succesvolle remixen van "Hometown Glory" van Adele en "Pjanoo" van Eric Prydz, die later werden opgenomen op het album Confidential. Hij speelde ze tijdens zijn hosting van de Rob Da Bank show op BBC Radio 1 in januari 2009.

### 2010-2017: Olympische spelen
Hij speelde op het Coachella Valley Music and Arts Festival in 2011. Barrett is momenteel een resident DJ bij de volgende clubs: Aperture bij Clwb Ifor Bach (The Welsh Club) in Cardiff; en bij Roxy in Praag. Hij was ook regelmatig roulerend bij Fabric in Londen.
High Contrast speelde een sleutelrol bij het selecteren en produceren van de muziek voor de Athletes Parade tijdens de openingsceremonie van de Olympische Zomerspelen 2012. Een half dozijn nummers van High Contrast werden gespeeld en zijn aanwezig in de officiële soundtrack van het evenement, Isles of Wonder .
In juli 2014 werd de nieuwe single van High Contrast met Clare Maguire "Who's Loving You" aangekondigd. Een dubbele release, 'Part 2' was Special Delivery op de BBC Radio 1 show van Annie Mac, gevolgd door 'Part 1' als 'Hottest Record in the World' bij Zane Lowe.
In 2015 remixte hij de R&B-track "Muhammad Ali" van de groep Faithless. In hetzelfde jaar werd de mix opgenomen in '2.0' remix album release van de groep, en ook opgenomen in de tweede helft van hun live optredens van het nummer.
Hij tekende bij 3Beat in april 2016 en bracht zijn eerste single uit op het label, "Remind Me".
In 2017 werd een nieuw nummer, getiteld "Shotgun Mouthwash", vermeld op de soundtrack van T2 Trainspotting.
High Contrast's remix van "The One" van Jorja Smith werd genomineerd voor een Grammy op de 62e jaarlijkse Grammy Awards.

### 2018-heden
Op 13 november 2020 bracht hij zijn laatste album uit, getiteld Notes From The Underground.

## Privéleven
Zijn vader, Paul "Legs" Barrett, leidde Shakin' Stevens. Zijn moeder, Lorraine Barrett, was tot mei 2011 lid van de Welsh Assembly voor Cardiff South en Penarth.

## Discografie

### Albums
- True Colours (2002)
- High Society (2004)
- Tough Guys Don't Dance (2007)
- Confidential (2009) (UK #68), BPI: Gold
- The Agony and The Ecstasy (2012) (UK #45)
- The Road Goes On Forever (ep) (2012)
- Questions (ep) (2017)
- Night Gallery (2017)
- Notes from the Underground (2020)

### Compilatiealbums
- FabricLive.25 (2005)
- Watch the Ride - High Contrast (2008)
- Hospitality Presents This is Drum + Bass (2009)[11]
- Isles of Wonder (2012)

### Singles
| Jaar | Single                                                                   | Hoogste positie | Certifications | Album                      |
| Jaar | Single                                                                   | UK              | Certifications | Album                      |
| ---- | ------------------------------------------------------------------------ | --------------- | -------------- | -------------------------- |
| 2001 | "Make It Tonight" / "Mermaid Scar"                                       | —               |                | True Colours               |
| 2001 | "Passion" / "Full Intention"                                             | —               |                | True Colours               |
| 2002 | "Return of Forever"                                                      | —               |                | True Colours               |
| 2002 | "Global Love"                                                            | 68              |                | True Colours               |
| 2003 | "The Basement Track"                                                     | 65              |                | High Society               |
| 2004 | "Twilight's Last Gleaming"                                               | 74              |                | High Society               |
| 2004 | "Angels and Fly" (featuring NoLay)                                       | —               |                | High Society               |
| 2004 | "Racing Green" / "St. Ives"                                              | 73              |                | High Society               |
| 2005 | "When the Lights Go Down" / "Magic"                                      | —               |                | Non-album single           |
| 2005 | "Days Go By" / "What We Do"                                              | —               |                | Non-album single           |
| 2007 | "Everything's Different" / "Green Screen"                                | —               |                | Tough Guys Don't Dance     |
| 2007 | "If We Ever" / "Pink Flamingos"                                          | —               | - BPI: Silver  | Tough Guys Don't Dance     |
| 2007 | "In-A-Gadda-Da-Vida" / "Forever and a Day"                               | —               |                | Tough Guys Don't Dance     |
| 2011 | "The First Note Is Silent" (featuring Tiësto and Underworld)             | 48              |                | The Agony and the Ecstasy  |
| 2012 | "The Agony and the Ecstasy" (featuring Selah Corbin)                     | —               |                | The Agony and the Ecstasy  |
| 2012 | "The Road Goes On Forever"                                               | —               |                | The Agony and the Ecstasy  |
| 2013 | "Spectrum Analyser" / "Some Things Never Change"                         | —               |                | Non-album single           |
| 2014 | "Who's Loving You" (featuring Clare Maguire)                             | —               |                | Non-album single           |
| 2016 | "How Love Begins" (with DJ Fresh featuring Dizzee Rascal)                | 58              |                | Non-album single           |
| 2016 | "Remind Me"                                                              | —               | - BPI: Silver  | Night Gallery              |
| 2017 | "Shotgun Mouthwash"                                                      | —               |                | Night Gallery              |
| 2017 | "Questions" (featuring Boy Matthews)                                     | —               |                | Night Gallery              |
| 2017 | "The Beat Don't Feel the Same" (featuring Boy Matthews)                  | —               |                | Night Gallery              |
| 2017 | "Save Somebody" (featuring Callum Beattie)                               | —               |                | Night Gallery              |
| 2018 | "God Only Knows"                                                         | —               |                | Non-album single           |
| 2019 | "Days Go By (2019)"                                                      | —               |                | Non-album single           |
| 2019 | "Going Up"                                                               | —               |                | Notes from the Underground |
| 2019 | "Snare the Blame"                                                        | —               |                | Notes from the Underground |
| 2020 | "Time is Hardcore" (featuring Kae Tempest and Anita Blay)                | —               |                | Notes from the Underground |
| 2020 | "Rhythm is Changing" (featuring LOWES)                                   | —               |                | Notes from the Underground |
| 2021 | "Met Her at a Dance in Leicester" (featuring UK Apache and Ady Suleiman) | —               |                | Notes from the Underground |
| 2021 | "Bourgeious Imagery" (with Alan Fitzpatrick)                             | —               |                | Machine Therapy            |
| 2021 | "Don't Need You" (with Bou)                                              | —               |                | Non-album single           |

### Remixen
- "Pictures in My Head" van M.J. Cole
- "Edge of Seventeen" van Stevie Nicks
- "Kaleidoscope" van Tiësto
- "Wall" van Enter Shikari
- "Baggy Bottom Boys" van Jokers of the Scene
- "Ready for the Weekend" van Calvin Harris
- "In for the Kill (Skream's Let's Get Ravey Mix)" van La Roux
- "Most Precious Love" van Blaze met Barbara Tucker
- "Hometown Glory" van Adele
- "Pjanoo" van Eric Prydz
- "Reload It" van Kano
- "Time to Pretend" van MGMT
- "Something Good '08" van Utah Saints
- "Papua New Guinea" van Future Sound of London
- "I Found U" van Axwell
- "It's Too Late" van The Streets
- "Talk" van Coldplay
- "Gold Digger" van Kanye West
- "Flashing Lights" van Kanye West

- "We Run This" van Missy Elliott
- "My Dreams" van London Elektricity featuring Robert Owens
- "Remember the Future" van London Elektricity
- "Headlock" van Imogen Heap
- "Barcelona" van D.Kay & Epsilon
- "Hey U" van Basement Jaxx
- "Thugged Out Bitch" van Dillinja
- "Girls & Boys (Aquasky song)" van Aquasky and El Horner
- "Renegade Snares" van Omni Trio
- "Back for More" van Influx Datum
- "Karma (Comes Back Around)" van Adam F & Guru
- "No More" van Roni Size met Beverley Knight en Dynamite MC
- "No Soul" van ILS
- "Spaced Invader" van Hatiras
- "This Feeling" van Blue Sonix
- "Born Free" van M.I.A.
- "Blue Orchid" van The White Stripes
- "Show Me Love" van Robin S
- "Run" van Joel Compass

- "California Love" van 2Pac met Dr. Dre
- "Let Go for Tonight" van Foxes
- "Love On a 45" van MJ Cole[14]
- "The One" van Jorja Smith
- "So Many People" van Two Door Cinema Club
- "Ultraviolet" van Freya Ridings
- "Leave a Light On" van Tom Walker
- "Sometimes the Going Gets a Little Tough" van Finn
- "Savage" van MIST
- "The Difference" van Flume
- "Freedom" van Sub Focus & Wilkinson met Empara Mi (Remix vs. Sub Focus & Wilkinson)
- "Mine Right Now" van Sigrid
- "Better Off Without You" van Becky Hill met Shift K3Y
- "24/7" van NOISY
- "Lord It's a Feeling" van London Grammar
- "Paradise" van James Vincent McMorrow
- "Foreign Things" van Amber Mark